# Erythemis collocata
Erythemis collocata is een libellensoort uit de familie van de korenbouten (Libellulidae), onderorde echte libellen (Anisoptera).
De wetenschappelijke naam Erythemis collocata is voor het eerst geldig gepubliceerd in 1861 door Hagen.